# 스페이스 록

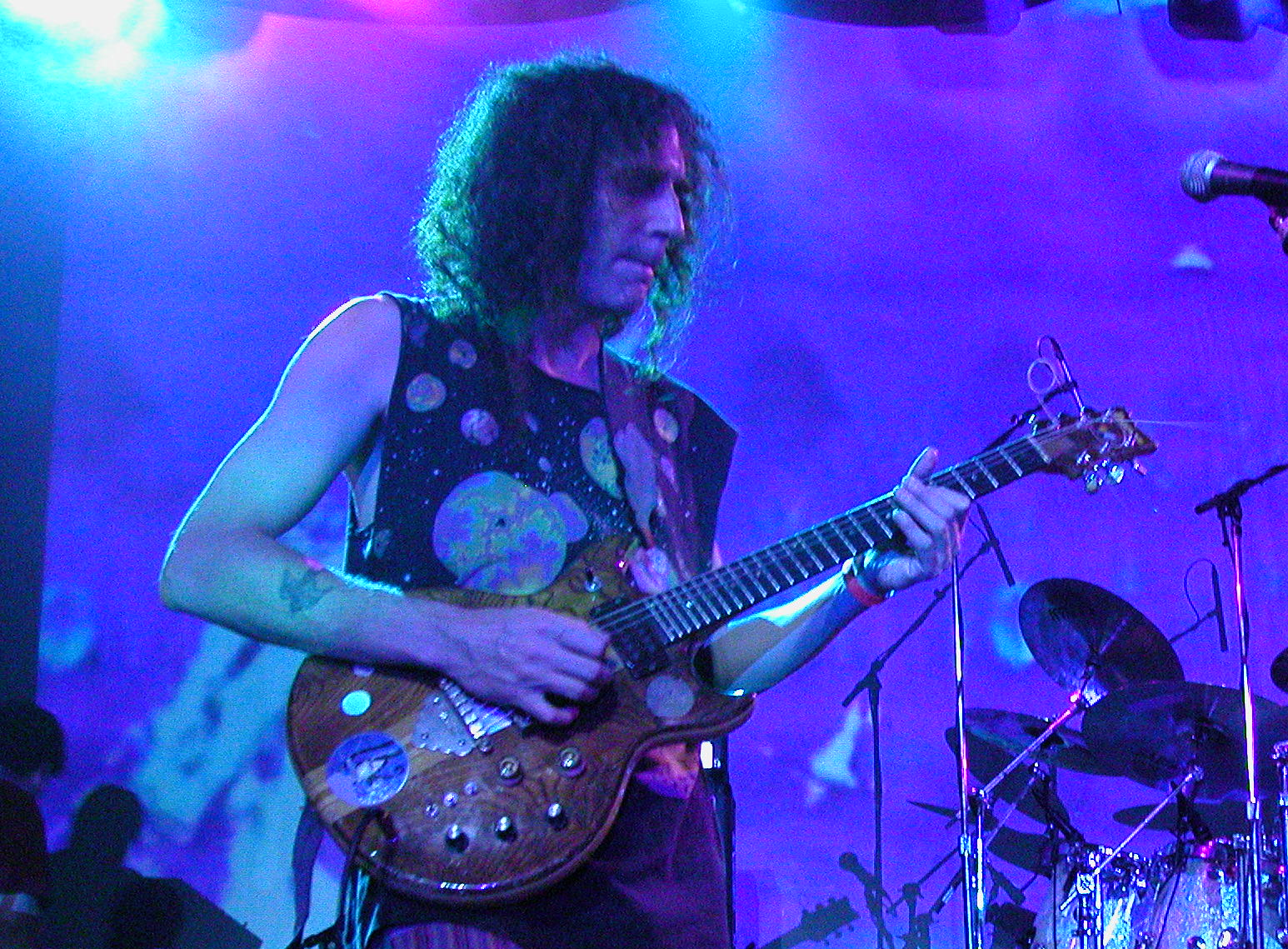

스페이스 록(Space rock)은 느슨하고 긴 노래 구조로 특징 지어지는 록 음악 장르로, 일반적으로 최면적이고, 색다른 소리를 내는 악기 질감을 중심으로 한다. 그것은 아마도 반향을 불러일으키는 기타, 최소의 드럼 소리, 나른한 목소리 그리고 마약 사용에 대한 언급을 특징으로 할 것이다. 이 용어는 처음에 "우주적" 소리를 탐험한 호크윈드와 핑크 플로이드와 같은 1970년대 초반 프로그레시브 록 밴드들의 스타일을 설명하기 위해 사용되었다.

## 같이 보기
- 스페이스 에이지 팝
- Space Truckin'